# El Mamey, Oaxaca
El Mamey är en ort i Mexiko.   Den ligger i kommunen Villa de Tututepec de Melchor Ocampo och delstaten Oaxaca, i den sydöstra delen av landet, 400 km söder om huvudstaden Mexico City. El Mamey ligger 707 meter över havet och antalet invånare är 324.
Terrängen runt El Mamey är kuperad åt sydväst, men åt nordost är den bergig. Runt El Mamey är det ganska glesbefolkat, med 34 invånare per kvadratkilometer. Närmaste större samhälle är San Miguel Panixtlahuaca, 14,5 km nordost om El Mamey. I omgivningarna runt El Mamey växer i huvudsak städsegrön lövskog.